# Ommata fenestrata
Ommata fenestrata är en skalbaggsart som först beskrevs av Lucas 1859.  Ommata fenestrata ingår i släktet Ommata och familjen långhorningar. Inga underarter finns listade i Catalogue of Life.